# Tętnica podłopatkowa

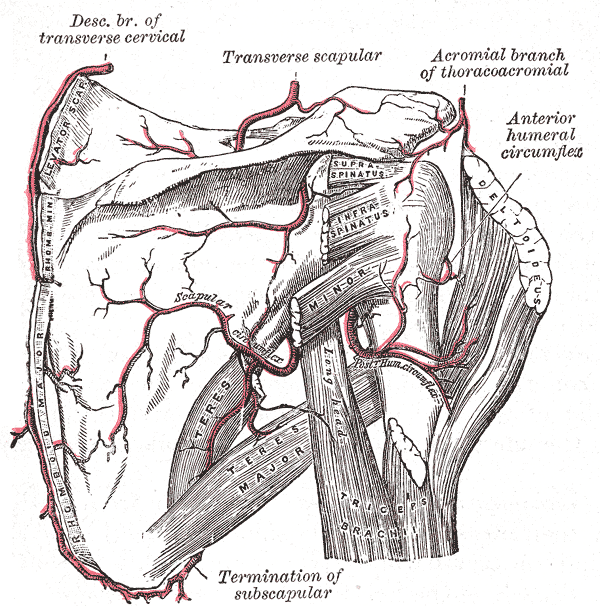
Tętnice łopatki

Tętnica podłopatkowa (łac. arteria subscapularis, ang. subscapular artery) – w anatomii człowieka tętnica rozpoczynająca się odchodząc od tętnicy pachowej w pobliżu brzegu bocznego łopatki. Kieruje się wzdłuż niego ku dołowi dzieląc się na swoje dwie gałęzie końcowe: tętnicę piersiowo-grzbietową i tętnicę okalającą łopatkę.
W około 10% przypadków gałęzie końcowe odchodzą samodzielnie od tętnicy pachowej, wtedy tętnica piersiowo-grzbietowa najczęściej rozpoczyna się powyżej tętnicy okalającej łopatkę. Miejsce odejścia tętnicy podłopatkowej jest istotne ze względu na jej stosunek do pęczka przyśrodkowego splotu ramiennego (stanowionego przez nerw łokciowy i korzeń przyśrodkowy nerwu pośrodkowego). Najczęściej tętnica odchodzi z dolnego odcinka tętnicy pachowej i wówczas pęczek ten biegnie ku przodowi od niej. Jeśli tętnica odchodzi ze środkowego lub górnego odcinka tętnicy pachowej, to pęczek przebiega za nią.